# Lake Mead National Recreation Area
La Lake Mead National Recreation Area est une zone récréative américaine classée National Recreation Area, en Arizona et au Nevada. Créée le 13 octobre 1936, elle protège 2 353,5 km2 dans le comté de Clark et le comté de Mohave voisin. Les lacs de barrage dits lac Mead et lac Mohave sont situés au sein de l'aire protégée.